# Как мы решаем (книга Джоны Лерера)

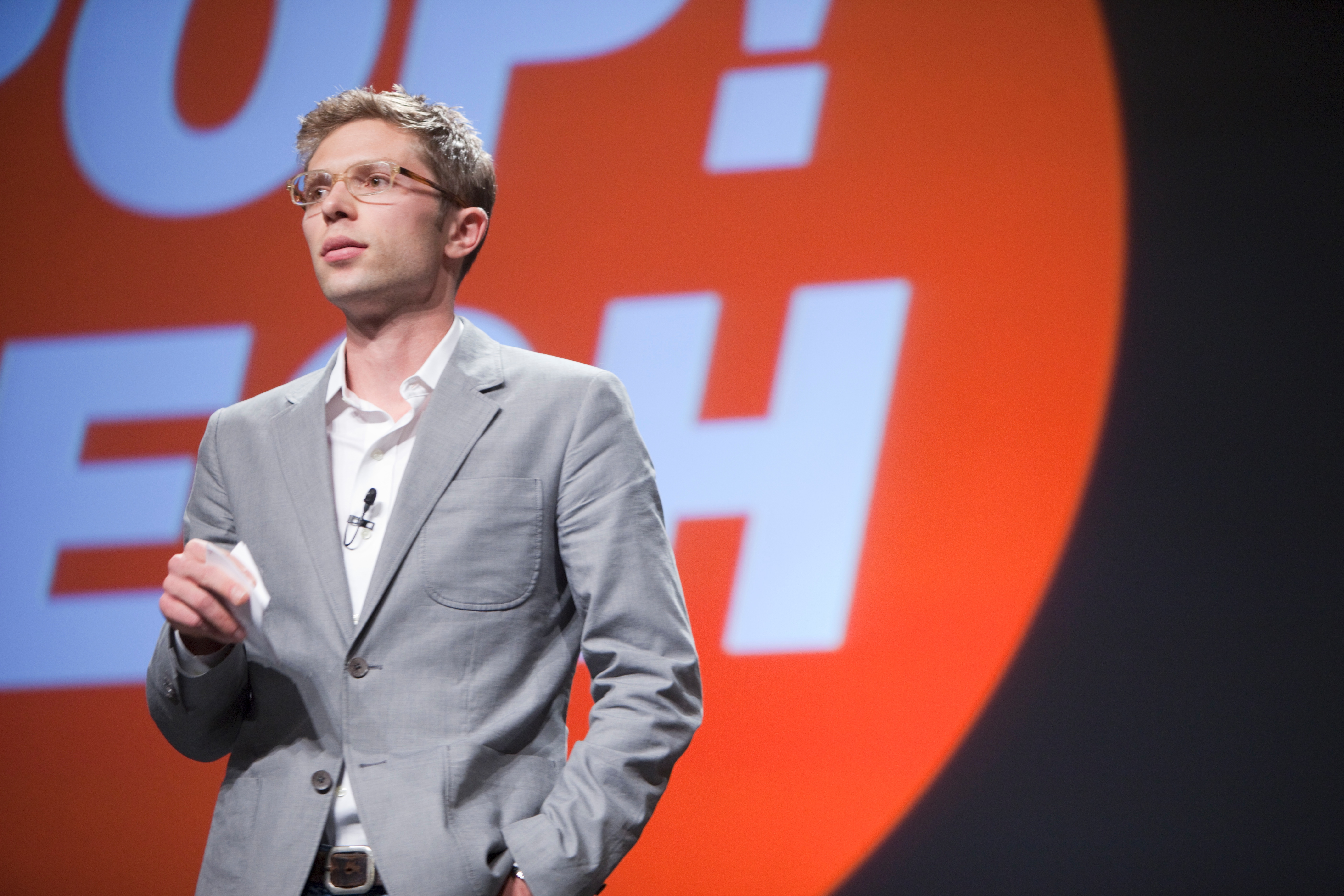
Джона Лерер

«Как мы решаем» (англ. How We Decide) — это книга американского журналиста Джоны Лерера (англ. Jonah Lehrer), вышедшая в 2009 году. В ней даются биологические объяснения того, как люди принимают решения, и предлагаются рекомендации для принятия более эффективных решений. Она опубликована под названием «Решающий момент: как мозг формирует свой разум» в Соединенном Королевстве.
1 марта 2013 года, после того, как стало известно, что Лерер был уличен в многочисленных фальсификациях своих трудов, Хоутон Миффлин Харкорт объявил, что книга была снята с продажи после внутреннего расследования.

## Об авторе
Джона Ричард Лерер родился 25 июня 1981 года в США, в городе Лос-Анджелес (Калифорния). Выпускник Колумбийского университета (нейронауки), где изучал биологические проблемы памяти и был удостоен стипендии Родса. Продолжил обучение в Оксфорде, где занимался литературой и философией XX века. Являлся ответственным редактором в журналах Wired, Scientific American Mind, National Public Radio’s Radiolab, вел колонку в The Wall Street Journal. Постоянно публиковался в изданиях «The New Yorker», «Nature».
Построил медиа-карьеру на стыке нескольких направлений точных и гуманитарных наук. С 2007 по 2012 год Лерер опубликовал три книги, которые стали бестселлерами.
С 2012 года Лерер был обличен в «самоплагиате» — повторении своих более ранних работ и фабрикации цитат и фактов. После расследования Майкла Мойнихана в отношении третьей книги Лерера «Представьте. Как работает творчество» книга «Как мы решаем» и предшествующая книги Лерера были отозваны издательством после внутреннего расследования, обнаружившего значительные проблемы в текстах произведений. Сам Лерер был уволен из «Нью-Йоркера» и «Wired».

## О книге
В своей книге «Как мы решаем» Лерер утверждал, что в процессе принятия решений участвуют две основные части мозга: рациональная и эмоциональная.
Адам Кепекс писал в журнале Nature, подвергая сомнению отдельные части книги, основываясь на нынешнем понимании нейробиологии. Например, Кепекс отметил, что «настойчивое требование Лерера приписывать решения либо эмоциональному, либо рациональному мозгу» было «проблематичным», потому что «нет доказательств того, что мозг имеет различные и противоположные эмоциональные и рациональные области». Кепекс сетует, что работы Лерера «неврологичны, к сожалению, стало обычным явлением в научной журналистике».
Несмотря на обрушившуюся на книгу критику, она продержалась 22 недели в числе бестселлеров.
Кристофер Чабрис (The New York Times Book Review) критиковал Лерера за «множество элементарных ошибок» и шаблонный подход, а также за неспособность понять некоторые фундаментальные принципы научного мышления. В числе оппонентов Лерера были Майкл С. Рот (The Washington Post), Исаак Чотинер (The New Republic), который охарактеризовал книгу Лерера как бойкую и упрощенную.

## Разделы
1. Вступление
2. Квотербек в кармане
3. Предсказания дофамина
4. Одураченный чувством
5. Использование разума
6. Задыхаясь от мысли
7. Моральный разум
8. Покерная рука
9. Заключение
10. Благодарности